# Sometimes, Forever
Sometimes, Forever è il terzo album in studio della cantautrice statunitense Soccer Mommy, pubblicato nel 2022.

## Tracce
- Side A

1. Bones – 4:05
2. With U – 4:06
3. Unholy Affliction – 3:06
4. Shotgun – 4:10
5. Newdemo – 3:29

- Side B

1. Darkness Forever – 4:15
2. Don't Ask Me – 4:28
3. Fire in the Driveway – 3:37
4. Following Eyes – 3:59
5. Feel It All the Time – 3:15
6. Still – 3:59